# Panoplosaurus mirus
Panoplosaurus mirus es la única especie conocida del género extinto Panoplosaurus (gr. “lagarto completamente armado”) de dinosaurio tireóforo nodosáurido, que vivió a finales del período Cretácico, hace aproximadamente entre 79 y 73 millones de años, en el Campaniense, en lo que es hoy Norteamérica.

## Descripción
Panoplosaurus fue un dinosaurio de constitución compacta de entre 5 a 7 metros de largo y 2 de alto, llegando a pesar cerca de 1,5 a 1,6 toneladas de peso. Estaba fuertemente blindado, incluso para los estándares de otros nodosáuridos, probablemente con bandas transversales de placas tachonadas que cubrían su espalda y cola, aunque la cola probablemente carecía del garrote que se encuentra en los anquilosaurios. Su pesada armadura estaba compuesta por espinas afiladas a los lados del cuello, hombros y costados del tórax y vientre. En la parte superior del cuerpo poseía placas óseas que convergían hacia caudal, con una cola delgada, sin porra, con placas y espinas hacia los lados. El cráneo esta compuestos por fuertes huesos formando un fuerte casco. La cabeza era angosta con púas sobre los ojos y con una boca con dientes como laminas para desgajar las plantas, que se unía al cuerpo por un corto cuello protegido por placas cuadradas. La parte ventral estaba desarmada y era vulnerable a los ataques, desplazándose en cuatro patas robustas. Óvalos pares más grandes de armadura ósea cubrían el cuello, los hombros y las extremidades delanteras. Estos óvalos tenían quillas y poseían una cresta curva prominente en la superficie exterior. Los picos en el hombro, que presentaban algunos otros nodosáuridos, estaban ausentes. La armadura de la cabeza se fundió en un escudo compacto parecido a un casco, estas placas tenían una superficie abultada. También estaban presentes escudos huesudos en las mejillas.
Este animal tenía un hocico relativamente estrecho, quizás para ayudar a arrancar los brotes de las plantas bajas comían. Las patas delanteras eran particularmente fuertes, y tenían grandes inserciones para músculos grandes, que pueden sugerir que el animal habría sido asombrosamente ágil en vida, posiblemente pudiendo hacer cargas de la defensiva como un moderno rinoceronte.

## Descubrimiento e investigación
El primer fósil fue encontrado en 1917 por Charles M. Sternberg en Quarry 8, cerca de Little Sandhill Creek. La especie tipo Panoplosaurus mirus fue nombrada por Lawrence M. Lambe en 1919. El nombre genérico se deriva del griego pan, "completamente" y hoplon, "armadura". El nombre específico significa "maravilloso" en latín. Este holotipo , CMN 2759, fue descubierto en la Formación Dinosaur Park que data del Campaniano medio tardío, hace 76 millones de años. Consiste en el cráneo completo con la mandíbula inferior, las vértebras cervicales, algunas vértebras dorsales y algunas costillas. Se conservaron parte de los escudos de armadura ósea u osteodermos. Posteriormente se encontraron dos especímenes más grandes, que nuevamente contenían cráneos pero que también brindaban información sobre la cintura escapular y las extremidades anteriores, ROM 1215 y RTMP 83.25.2. También se han reportado especímenes de Panoplosaurus de la Formación Aguja.

## Clasificación
Panoplosaurus perteneció a la familia Nodosauridae dentro del infraorden Ankylosauria de los Thyreophora. Siendo un especificador primario para la familia. Originalmente asignado a Ankylosauridae, Panoplosaurus se considera hoy un miembro de Nodosauridae como un pariente cercano de Edmontonia de la misma formación. En 1971, Walter Coombs incluso refirió la especie de Edmontonia a un subgénero dentro de Panoplosaurus, creando un Panoplosaurus (Edmontonia) longiceps y un Panoplosaurus (Edmontonia) rugosidens, pero esto no ha encontrado una aceptación duradera.